# Rostadneset
Rostadneset is een plaats in de Noorse gemeente Fredrikstad (in de voormalige gemeente Rolvsøy), fylke Østfold. Rostadneset telt 268 inwoners (2007) en heeft een oppervlakte van 0,19 km².